# Cantone di Sigchos
Il cantone di Sigchos è un cantone dell'Ecuador che si trova nella provincia del Cotopaxi.
Il capoluogo del cantone è Sigchos.